# Байич, Слободан
Слободан «Пая» Байич (серб. Слободан Бајић / Slobodan Bajić; 26 июня 1916, Бановци — 16 июля 1943; дорога Тузла—Зворник) — югославский партизан (серб по национальности), участник Народно-освободительной войны Югославии, Народный герой Югославии. Один из организаторов партизанского движения в Среме во время войны, первый политрук 1-й воеводинской пролетарской ударной бригады и Главного штаба НОАЮ в Воеводине.
Будучи студентом философского факультета Белградского университета, Байич стал деятелем революционного движения и в 1938 году вступил в Коммунистическую партию Югославии. В том же году его арестовали за незаконную политическую деятельность и осудили на 4 года тюрьмы. Слободан отбывал наказание в Сремска-Митровице. После оккупации Югославии нацистами и их сателлитами он организовал побег из тюрьмы: в ночь с 21 на 22 августа 1941 года группа коммунистов бежала из тюрьмы в Сремска-Митровице и выбралась на Фрушка-Гору.
Позднее Байич издавал газету «Фрушкогорский партизан» и вскоре стал членом Фрушкогорского партизанского отряда. Он занимал пост политрука 1-й роты отряда, а с начала лета 1942 года стал политруком всего отряда. Успешно вёл бои в Среме и Восточной Боснии. В апреле 1943 года стал политруком 1-й воеводинской бригады. В начале июля 1943 года он встретился с Иосипом Брозом Тито, а позже был назначен политруком Главного штаба НОАЮ в Воеводине. На пути к Срему, где он должен был принять эту должность, Байич вступил в бой с немцами и погиб на дороге Тузла—Зворник у Калесии.
5 июля 1952 года ему было посмертно присвоено звание Народного героя Югославии.

## Биография

### Ранние годы
Родился 26 июня 1916 года в Шидски-Бановцах. Эта деревня находилась на территории Королевства Венгрия в составе Австро-Венгрии, до войны была в составе Шидского среза Королевства Югославии, по которому и получила своё название. Ныне она находится на территории Республики Хорватия в общине Ниемци. Отец Слободана — Божидар (Божа) Байич, уроженец сремской деревни Нови-Карловци (около Инджии), был настоятелем сербского православного храма Святой Параскевы в Шидски-Бановцах. Мать — Тияна Стоя, уроженка Равно-Села (около Врбаса). Всего в семье было трое детей: у Слободана были ещё младшие братья Борислав (Бата) и Милан.
В доме Божидара Байича было много книг, поэтому Слободан рано научился читать и писать. После его поступления в первый класс школы семья уехала в Печинци, где отец Божа получил новое назначение. Слободан был отличником, и многие ожидали, что после окончания начальной школы он последует по стопам отца и будет изучать богословие. Однако Слободан, окончив в 1927 году школу, поступил в Карловацкую гимназию в Сремски-Карловцах. Семейную традицию продолжил младший брат Борислав, ставший священником.
Во время своей учёбы в гимназии Слободан проживал в интернате для детей священников. Всё свободное время он посвящал чтению, увлекался шахматами и математикой. После окончания гимназии он решил изучать математику.

### Учёба
В 1935 году Байич поступил на философский факультет Белградского университета и заинтересовался идеологией марксизма. Он начал читать труды Карла Маркса, Фридриха Энгельса, Владимира Ленина, а затем вступил в революционное студенческое движение. Вскоре он стал одним из главных активистов движения, а в 1938 году был принят в Коммунистическую партию Югославии.
Каникулы в 1938 году Слободан, известный среди студентов по прозвищу «Пая», провёл на родине своего отца в Нови-Карловцах, у своего деда. Там у него было довольно много двоюродных братьев, а одним из наиболее близких друзей был Владо Байич, которого Слободан называл «Братом». В Белграде у Слободана было много друзей и единомышленников из Воеводины, наиболее известным из которых был студент медицинского факультета Павле «Шиля» Пап, один из лидеров революционного движения. Слободан был участником Молодёжного массового движения, культурно-экономической организации воеводинской молодёжи, а 3 апреля 1938 года он организовал встречу в Сремски-Карловцах в доме известного писателя и общественного деятеля Васы Стайича. На встрече присутствовали 200 молодых людей, в том числе 80 студентов. О массовой легальной деятельности и нелегальном положении коммунистов на встрече говорил Павле Пап.

### Арест и тюрьма
Политическая активность Слободана Байича в университете стала поводом для тщательного наблюдения со стороны полиции. В начале мая 1938 года полиция внедрила в группу воеводинских студентов своего агента и раскрыла партийный пункт на техническом факультете Белградского университета, где хранилось много партийной литературы и прочего материала. В ходе последующей облавы 20 студентов технического, сельскохозяйственно-лесного, философского, юридического и иных факультетов были арестованы. 12 мая 1938 года был арестован и Слободан.
После ареста Слободан был отправлен в тюрьму «Главняча», где его постоянно пытали и избивали. После допроса его отправили в тюрьму на Аде Циганлии. В ноябре 1938 года 21 студент предстал перед Государственным судом по защите государства. Среди подсудимых были Слободан Байич, Пуниша Перович, Милинко Кушич, Миро Попара, Рифат Бурджевич, Велько Машанович, Любомир Цветкович, Валерия Карийо-Пап (супруга Павле Папа) и другие. Пая был осуждён за сотрудничество с коммунистической организацией и ведение коммунистической пропаганды и приговорён к 5 годам лишения свободы.
Тюремное заключение Байич отбывал в тюрьме в Сремской-Митровице. В то время, когда его отправили в места лишения свободы, в тюрьме уже было достаточно много политзаключённых-коммунистов. В одном из отделений тюрьмы — «молодёжном отсеке» — были Йован Веселинов, Станко «Велько» Паунович, Спасое «Бачо» Стеич, Бане Андреев, Йован Трайкович, Мариян Стилинович, Петко Милетич и многие другие. Коммунисты, чтобы с пользой провести время в тюрьме, постоянно проводили встречи, совместно изучали теорию марксизма и философию. С целью защиты своих прав они устраивали забастовки и голодовки. В тюрьме был так называемый «тюремный комитет КПЮ», который возглавлял Паунович и которому даже удавалось поддерживать связь с руководством партии на свободе.
В сентябре 1939 года началась Вторая мировая война, и коммунисты, опасаясь скорого вторжения в страну оккупационных сил, тогда же начали копать тоннель для побега из тюрьмы. Он вёл из «молодёжного отсека» под стенами тюрьмы на свободу. Но когда тоннель был готов, началась Апрельская война, завершившаяся поражением Югославской королевской армии, разделом страны и становлением режима усташей в марионеточной Хорватии. План побега провалился, а усташи отправили политзаключённых в другое отделение тюрьмы.
Коммунисты предприняли новую попытку побега, опасаясь, что усташи их убьют. В той части тюрьмы, где были Байич сотоварищи, был небольшой тоннель, который вёл к системе водоснабжения и теплообмена. Коммунисты прорыли подкоп, выкопав тоннель протяжённостью 14 метров, который шёл рядом со стеной. Договорившись с партийной организацией Сремской-Митровицы о взаимопомощи, в ночь с 21 на 22 августа заключённые сбежали из тюрьмы. 32 человека встретились с представителями Союза коммунистической молодёжи Югославии: Бошко «Пинки» Палковлевичем, Станкой Веселинов и Марко «Каменяром» Перичиным.

### Война

#### 1941 год
22 августа 1941 года Слободан Байич прибыл на Фрушку-гору в партизанский лагерь, расположенный между Грацем и Танцошем. Там заключённые отдохнули, к ним присоединились Сима Релич и Джордже Никшич. После разбития лагеря группа разделилась на два отряда. Отряд беглых коммунистов во главе со Станко Пауновичем отправился в Сербию, к Црвени-Чоту, и вступил в первый бой против отряда жандармерии Независимого государства Хорватии. Один человек был убит, остальные сбежали. На следующий день произошло ещё несколько боёв, а группа встала лагерем у Хайдукского холма. Численность этого отряда возросла до 60 человек, а в ходе боёв они захватили множество трофейного оружия. Из всей партизанской группы 9 сентября 1941 года был образован Фрушкогорский партизанский отряд. В течение сентября партизаны установили связь с Верховным штабом и ЦК КПЮ, которые позвали беглых партизан на территорию Ужицкой республики, появившейся после освобождения части Западной Сербии.
Другой отряд остался на территории Срема и занялся организацией местного движения сопротивления, которое помогало партизанам Срема и Воеводины. Среди активнейших участников движения, помимо Байича и Пауновича, были Йован Веселинов и Йован Трайкович. Осенью оккупационные силы провели ряд операций против партизан, и Сремский окружной комитет велел партизанам вернуться в сёла. Бойцы получили задание провести пропаганду среди сельских жителей и склонить их на сторону партизан, чтобы успешно провести выступление весной 1942 года. Пая был назначен редактором газеты «Фрушкогорский партизан» (сербохорв. Фрушкогорски партизан / Fruškogorski partizan), первый выпуск которой вышел в сентябре. В ноябре он сражался в селе Шулям на склоне Фрушки-горы, выпустив второй номер, а также организовывал партийную организацию и образовывал партизанские роты в сёлах. Байич заработал уважение среди крестьян и получил прозвище «политик Пая». Помимо политической деятельности, он также участвовал в боях. В январе 1942 года в Бешеново вышел третий и последний выпуск газеты.

#### 1942 год
Весной 1942 года партизаны с горы Фрушки начали уходить из деревень и предпринимать акции против оккупантов. В ночь с 5 на 6 марта 1942 года они атаковали вражеские позиции в Шуляме, затем нападению подверглась станция жандармерии в Бешенове. В конце марта на горе Фрушке собрались бойцы Фрушкогорского и Подунайского партизанских отрядов, а 22 марта состоялась их реорганизация с разделением отрядов на две роты. Байич был назначен политруком 1-й роты Фрушкогорского партизанского отряда, командиром которой стал Марко Перичин. В середине апреля немецкие части предприняли попытку занять гору, но отряд выбрался из кольца окружения. Летом 1942 года в Среме уже практически все деревни поддерживали партизанское движение. В конце июня Фрушкогорский отряд увеличился на 350 человек, а Подунайский — на 150 человек. На юге Срема появился Посавский партизанский отряд, а в Босутских лесах образовалась Босутская ударная рота. Очередная реорганизация отряда привела к его разделению на пять рот, и Пая стал политруком отряда (командиром стал Гойко Дудаш).
Летом 1942 года Фрушкогорскому отряду предстояла «битва за урожай» — партизаны с помощью крестьян поджигали весь урожай, который должны были собрать представители немецкой администрации. Часть собранного урожая пряталась на партизанских базах, чтобы тот не достался немцам. Также партизаны организовали несколько диверсий на железной дороге между Белградом и Загребом. В течение лета партизаны освободили большую часть Срема от немецких оккупантов. В конце августа 1942 года, однако, немцы призвали на помощь Хорватское домобранство и отряды усташей, после чего провели большую операцию в Среме и на горе Фрушке. В ходе боёв 26 августа погиб командир отряда Гойко Дудаш, также были ранены командир Штаба Сремских партизанских отрядов Джордже Маркович и политрук Штаба Станко Паунович. На некоторое время после гибели Дудаша Байич принял командование отрядом и вывел его к Босутским лесам. Сквозь кольцо окружения пробились многие гражданские жители.
Отряд позднее вёл бои в Восточной Боснии и снова вернулся в Срем. В сентябре 1942 года был образован 3-й Сремский партизанский отряд из трёх батальонов, 1-й батальон был сформирован из бойцов Фрушкогорского отряда. Марко Перичин стал командиром батальона, Слободан Байич — политруком. Сразу же после реорганизации партизанских частей батальоны продолжили борьбу и к концу 1942 года отбили 40 деревень и провели 1200 диверсий и операций по саботажу. В начале октября в Срем прибыли два батальона 6-й восточнобоснийской бригады, пополненные новыми бойцами. Штаб 3-го Сремского отряда отдал приказ, чтобы большая часть сремских партизан перешла через Саву в Восточную Боснию, где были лучшие условия для борьбы.
В начале ноября около 1500 партизан 6-й восточнобоснийской бригады и 3-го Сремского отряда ушли в Семберию и на Маевицу. После занятия села Трнова 11 ноября они вступили в бой с Югославскими войсками на родине под командованием Драгослава Рачича, а затем с усташско-домобранскими частями. После этих боёв оккупанты провели ещё одну операцию, чтобы очистить Маевицу от партизан. Боснийские и сремские партизаны уклонились от боя и 29 ноября у села Малешевци разбили около 1200 четников. Против партизан был направлен ещё один удар, но они ушли в Бирач, где оставались до конца января 1943 года.

#### 1943 год
Пока основная часть сремских партизан боролась в Боснии, в Нови-Карловцах в декабре 1942 года прошло партийное совещание, на котором Верховному штабу НОАЮ было предложено образовать воеводинскую бригаду. 11 апреля 1943 года это предложение было реализовано в виде 1-й воеводинской бригады, созданной в селе Брджани на Маевице. Командиром и политруком были назначены, соответственно, Марко Перичин и Слободан Байич. В конце апреля была создана 2-я воеводинская бригада, а в июне — 3-я воеводинская. 1-я воеводинская начала вести бои на дороге Брчко — Тузла, а затем в окрестностях Биелины против усташско-домобранских войск. Один её батальон захватил 200 пленных домобранцев. В ходе наступления на Бирач бригада вела ожесточённые бои и в ночь с 11 на 12 июня совершила марш-бросок протяжённостью 50 километров и освободила Сребреницу. В конце июня бригада содействовала Главной оперативной группе НОАЮ в битве за Власеницу.
После образования 1-й и 2-й воеводинских бригад в Восточную Боснию прибыли Ачим Грулович и Срета Савич, члены Оперативного штаба НОАЮ Воеводины, с 1100 добровольцами из Срема. В течение месяца они вводили в составы партизанских отрядов в Восточной Боснии добровольцев из Воеводины. В состав Оперативного штаба был включён и Байич как политрук. После битвы на Сутьеске 1 июля 1943 года в Кладани члены Оперативного штаба встретились с Верховным главнокомандующим Иосипом Брозом Тито и сообщили о военно-политической ситуации в Воеводине.
На следующий день, 2 июля, Верховный штаб объявил об образовании 16-й воеводинской дивизии и о преобразовании Оперативного штаба Воеводины в Главный штаб НОАЮ в Воеводине. Начальником штаба был назначен Ачим Грулович, политруком — Слободан Пайич. После встречи с Тито Байич отправился обратно в расположение 1-й воеводинской бригады, которая вела в то время бои за Зворник. Чуть позже была образована 16-я воеводинская бригада, которая получила приказ перевести около 1000 раненых бойцов на Маевицу. С дивизией отправился и Пая, который должен был переправиться через Саву и вернуться в Срем.
На пути к Маевице партизаны очутились на дороге Зворник — Тузла, защищённой от нападения оккупационных войск. В ночь с 16 на 17 июля партизаны у Калесии попытались пробить блокаду, и завязалась битва с немецкими частями. В ходе сражения Слободан Байич получил тяжёлое осколочное ранение в живот от разрыва гранаты и скончался на месте. Осколоками той же гранаты был ранен Бранко «Брилет» Милорадович, курьер штаба бригады и приятель Паи. Пая был похоронен партизанами на месте своей гибели.

## Память
- Указом Президиума Народной скупщины ФНРЮ от 5 июля 1952 года Слободан «Пая» Байич был посмертно награждён званием Народного героя Югославии[12].
- В 1959 году на открытии мемориала в Сремской-Митровице состоялось перезахоронение останков Слободана Байича из Калесии в братской могиле с другими партизанами Срема — Народными героями Югославии. Среди перезахороненных были Янко Чмелик, Бошко Палковлевич и Станко Паунович[13].
- В память о Слободане Байиче несколько школ получили его имя: в 1958 году его имя было присвоено начальной школе в Шидских Бановицах[14], но после войны в Хорватии в 1995 году это название убрали, и в соседнем селе Илача школа получила подобное имя[15]. С 1958 года также имя Байича носит школа в Сремской-Митровице[16][17].
- В 1959 году имя Слободана Байича получила начальная школа в Печинцах, где когда-то учился Байич. В 1969 году было открыто новое здание для данной школы, её отделения открылись в сёлах Брестач, Попинци, Прхово, Сибач и Суботиште[18][19]. В 1960 году ещё одна начальная школа в Нових-Карловцах, где родился отец Слободана и где часто бывал сам Пая, получила имя Слободана Байича[20].
- Имя Паи носила начальная школа в Калесии: недалеко от этого города погиб Байич в 1943 году[21]. Во время Боснийской войны 4 марта 1993 года школа сменила название на «Калесия»[22].
- Имя Слободана Байича носят студенческий дом в Нови-Саде[23], улицы в Бачке-Паланке, Земуне, Нови-Саде, Печинцах, Сомборе, Сремска-Каменице и Шуляме[24].
- 4 июля 1969 года в Шидских-Бановцах перед зданием начальной школы был открыт бюст Слободана Пайича, автор скульптуры — Ваня Радауш. На церемонии открытия присутствовали Йован Веселинов (он открывал бюст), Стеван Дороньский, Пашко Ромац, Йосип Цази и Йосип Хрнчевич[14].
- В 1973 году в парке студенческого дома в Нови-Саде был открыт ещё один бюст Байича, автор работы — Павле Радованович[серб.][25][26]. Памятный бюст установлен в Сремска-Митровице перед школой имени Байича[27].
- Имя Байича носила народная библиотека в сербском городе Рума, ныне носящая имя Атанасие Стойковича[28][29].